# 三塩化ヨウ素
三塩化ヨウ素（さんえんかヨウそ、英: iodine trichloride）はヨウ素と塩素からなる無機化合物で、化学式I2Cl6で表される。明るい黄色の粉末で、平面二量体として存在する。

## 製法
−79度でヨウ化水素と塩素を通じる。
{\displaystyle {\ce {2HI\ + 2Cl2 -> 2ICl\ + 2HCl}}}
{\displaystyle {\ce {2ICl\ + 2Cl2 -> I2Cl6}}}
または、105℃で液体ヨウ素と塩素ガスを反応させても得ることができる。

## 性質
吸湿性・刺激性があり、皮膚や粘膜を侵食する。リン・カリウムとは爆発的に反応する。有機物に対しては塩素化作用を起こす。臭素酸・塩化リン・四塩化炭素・エタノール・酢酸に可溶。一塩化ヨウ素と同様、水に溶解し加水分解する。